# Roc Melé
El Roc Melé és un cim de 2811 m. a la frontera entre Andorra i França. Situat a l'extrem oriental del Principat, forma part de la carena que separa les valls de Siscar i Sant Josep i que té en el Pic de la Cabaneta el seu punt culminant. Administrativament pertany a la Parròquia de Canillo i a la comuna occitana de L'Ospitalet.
Aquest cim està inclòs al llistat dels 100 cims de la FEEC

## Geologia
La zona pertany al gneis de L'Ospitalet, un ampli territori compost de roques metamòrfiques formades durant l'orogènia herciniana.

## Accessos
S'hi accedeix des d'una zona d'aparcament de la carretera N22 entre L'Ospitalet i el Pas de la Casa. També existeix una excursió des de la vall d'Incles.